# Fútbol en los Juegos de las Islas de 2023
El fútbol fue uno de los deportes disputados en los Juegos de las Islas de 2023 en Guernsey. Fue la decimosexta edición en la que se jugaron un torneo de fútbol en este evento multi-deportivo y la décima vez que se jugaron un torneo femenino.

## Sedes
- College Field[1]
- The Corbet Field
- Northfield
- Blanche Pierre Lane
- The Track

Las finales fueoron jugadas en  Footes Lane.

## Participantes
Diecinueve equipos se postularon para la competencia masculina, sin embargo, las limitaciones de tiempo limitaron el número de equipos a dieciséis, con un sorteo para eliminar a tres equipos. Hébridas Exteriores, Hitra y Alderney  se convierten en equipos de reserva. El 30 de enero de 2023, se sortearon los grupos para la competencia masculina, con Saaremaa retirándose y el primer lado de reserva, Hébridas Exteriores tomando el puesto disponible.
| - Åland - Bermudas sub-23 - Islas Malvinas - Frøya - Gozo - Groenlandia - Guernsey - Santa Helena - Isla de Man - Isla de Wight - Jersey - Menorca - Islas Orcadas - Shetland - Hébridas Exteriores - Anglesey | - Åland - Bermudas - Guernsey - Hitra - Isla de Man - Isla de Wight - Jersey - Menorca - Hébridas Exteriores - Anglesey |

## Resultados
| Evento    | Oro      | Plata               | Bronce        |
| --------- | -------- | ------------------- | ------------- |
| Masculino | Jersey   | Anglesey            | Isla de Wight |
| Femenino  | Bermudas | Hébridas Exteriores | Isla de Man   |